# Bomarion affabile
Bomarion affabile là một loài bọ cánh cứng trong họ Cerambycidae.